# Wayne Berndt
Wayne Francis Berndt OFMCap (jap. ウェイン・バーント; * 15. Mai 1954 in Fitchburg, Massachusetts) ist ein US-amerikanischer Ordensgeistlicher und römisch-katholischer Bischof von Naha.

## Leben
Wayne Berndt trat in New York in den Kapuzinerorden ein und legte am 16. August 1976 die erste Profess ab. Nach der ewigen Profess, die er am 28. Juni 1980 ablegte, ging er nach Japan, wo er bis 1983 die japanische Sprache studierte. Am 21. Mai 1983 empfing er in Yonkers das Sakrament der Priesterweihe.
Neben Aufgaben in der Pfarrseelsorge in verschiedenen Gemeinden der Bistümer Naha und Saitama war er von 1986 bis 1998 außerordentlicher Dozent an der Universität Ryūkyū und hatte mehrfach als Kustos Leitungsaufgaben innerhalb seines Ordens. Seit 2014 war er Pfarrer in Yonabaru.
Am 9. Dezember 2017 ernannte ihn Papst Franziskus zum Bischof von Naha. Der Erzbischof von Nagasaki, Joseph Mitsuaki Takami PSS, spendete ihm am 12. Februar des folgenden Jahres die Bischofsweihe. Mitkonsekratoren waren sein Amtsvorgänger Berard Toshio Oshikawa OFMConv und der Erzbischof von Tokio, Tarcisio Isao Kikuchi SVD.